# Petr Průcha
Petr Průcha  (* 14. září 1982, Chrudim) je bývalý profesionální hokejista, který ukončil kariéru kvůli zranění hlavy. S českou hokejovou reprezentací vybojoval zlatou medaili na MS 2005 a dvě bronzové z MS 2011 a MS 2012. Do NHL byl draftován roku 2002 týmem New York Rangers.

## Ocenění a úspěchy
- 2001 ČHL-20 - Nejproduktivnější hráč v playoff
- 2002 ČHL-20 - Nejlepší střelec
- 2002 ČHL-20 - Nejlepší střelec v playoff
- 2002 ČHL-20 - Vítězný gól
- 2005 ČHL - Nejlepší hráč v pobytu na ledě playoff (+/-)

## Prvenství

### NHL
- Debut - 8. října 2005 (New Jersey Devils proti New York Rangers)
- První gól - 17. října 2005 (New York Rangers proti Florida Panthers, brankáři Robertu Luongovi)
- První asistence - 12. listopadu 2005 (Pittsburgh Penguins proti New York Rangers)

### KHL
- Debut - 19. ledna 2011 (SKA Petrohrad proti Metallurg Magnitogorsk)
- První asistence - 21. ledna 2011 (SKA Petrohrad proti Traktor Čeljabinsk)
- První gól - 18. února 2011 (SKA Petrohrad proti Neftěchimik Nižněkamsk, brankáři Scottu Munroevovi)

## Klubová statistika
| Sezóna       | Klub                         | Soutěž       |     | Základní část | Základní část | Základní část | Základní část | Základní část |    | Play off | Play off | Play off | Play off | Play off |
| Sezóna       | Klub                         | Soutěž       | Z   | G             | A             | B             | TM            | Z             | G  | A        | B        | TM       |          |          |
| 1999–00      | HC Chrudim                   | 1.ČHL-20     | 39  | 26            | 18            | 44            | 58            | 14            | 9  | 9        | 18       | 4        |          |          |
| 2000–01      | HC IPB Pojišťovna Pardubice  | ČHL-20       | 47  | 33            | 17            | 50            | 16            | 7             | 6  | 5        | 11       | 2        |          |          |
| 2001–02      | HC IPB Pojišťovna Pardubice  | ČHL-20       | 28  | 38            | 28            | 66            | 18            | 3             | 6  | 2        | 8        | 0        |          |          |
| 2001–02      | HC IPB Pojišťovna Pardubice  | ČHL          | 20  | 1             | 1             | 2             | 2             | 5             | 0  | 0        | 0        | 0        |          |          |
| 2001–02      | HC Papíroví Draci Šumperk    | 1.ČHL        | 8   | 6             | 4             | 10            | 0             | —             | —  | —        | —        | —        |          |          |
| 2002–03      | HC ČSOB Pojišťovna Pardubice | ČHL-20       | 4   | 5             | 4             | 9             | 25            | —             | —  | —        | —        | —        |          |          |
| 2002–03      | HC ČSOB Pojišťovna Pardubice | ČHL          | 49  | 7             | 9             | 16            | 12            | 17            | 2  | 6        | 8        | 8        |          |          |
| 2002–03      | HC VČE Hradec Králové, a.s.  | 1.ČHL        | 11  | 3             | 5             | 8             | 35            | —             | —  | —        | —        | —        |          |          |
| 2003–04      | HC Moeller Pardubice         | ČHL          | 48  | 11            | 13            | 24            | 24            | 7             | 4  | 3        | 7        | 2        |          |          |
| 2003–04      | HC VČE Hradec Králové, a.s.  | 1.ČHL        | 3   | 1             | 0             | 1             | 25            | —             | —  | —        | —        | —        |          |          |
| 2004–05      | HC Moeller Pardubice         | ČHL          | 47  | 7             | 10            | 17            | 24            | 16            | 6  | 7        | 13       | 2        |          |          |
| 2005–06      | Hartford Wolf Pack           | AHL          | 2   | 2             | 1             | 3             | 0             | —             | —  | —        | —        | —        |          |          |
| 2005–06      | New York Rangers             | NHL          | 68  | 30            | 17            | 47            | 32            | 4             | 1  | 0        | 1        | 0        |          |          |
| 2006–07      | New York Rangers             | NHL          | 79  | 22            | 18            | 40            | 30            | 10            | 0  | 1        | 1        | 4        |          |          |
| 2007–08      | New York Rangers             | NHL          | 62  | 7             | 10            | 17            | 22            | 3             | 0  | 0        | 0        | 0        |          |          |
| 2008–09      | New York Rangers             | NHL          | 28  | 4             | 5             | 9             | 16            | —             | —  | —        | —        | —        |          |          |
| 2008–09      | Phoenix Coyotes              | NHL          | 19  | 2             | 8             | 10            | 6             | —             | —  | —        | —        | —        |          |          |
| 2009–10      | Phoenix Coyotes              | NHL          | 79  | 13            | 9             | 22            | 23            | 7             | 1  | 2        | 3        | 4        |          |          |
| 2010–11      | Phoenix Coyotes              | NHL          | 11  | 0             | 1             | 1             | 4             | —             | —  | —        | —        | —        |          |          |
| 2010–11      | San Antonio Rampage          | AHL          | 20  | 8             | 13            | 21            | 2             | —             | —  | —        | —        | —        |          |          |
| 2010–11      | SKA Petrohrad                | KHL          | 11  | 1             | 2             | 3             | 4             | 11            | 5  | 1        | 6        | 14       |          |          |
| 2011–12      | SKA Petrohrad                | KHL          | 52  | 14            | 26            | 40            | 20            | 15            | 2  | 1        | 3        | 4        |          |          |
| 2012–13      | SKA Petrohrad                | KHL          | 37  | 14            | 5             | 19            | 26            | 5             | 0  | 2        | 2        | 2        |          |          |
| Celkem v ČHL | Celkem v ČHL                 | Celkem v ČHL | 164 | 26            | 33            | 59            | 62            | 45            | 12 | 16       | 28       | 12       |          |          |
| Celkem v NHL | Celkem v NHL                 | Celkem v NHL | 346 | 78            | 68            | 146           | 132           | 24            | 2  | 3        | 5        | 8        |          |          |
| Celkem v KHL | Celkem v KHL                 | Celkem v KHL | 100 | 29            | 33            | 62            | 50            | 31            | 7  | 4        | 11       | 20       |          |          |

## Reprezentace
| Rok                       | Tým                       | Soutěž                    | Z                         | G  | A | B | TM |    |
| ------------------------- | ------------------------- | ------------------------- | ------------------------- | -- | - | - | -- | -- |
| 2002                      | Česko 20                  | MSJ                       | 7                         | 1  | 0 | 1 | 2  |    |
| 2004                      | Česko                     | MS                        | 7                         | 3  | 1 | 4 | 6  |    |
| 2005                      | Česko                     | MS                        | 3                         | 0  | 0 | 0 | 0  |    |
| 2011                      | Česko                     | MS                        | 9                         | 3  | 2 | 5 | 2  |    |
| 2012                      | Česko                     | MS                        | 10                        | 1  | 2 | 3 | 4  |    |
| Juniorská kariéra celkově | Juniorská kariéra celkově | Juniorská kariéra celkově | Juniorská kariéra celkově | 7  | 1 | 0 | 1  | 2  |
| Seniorská kariéra celkově | Seniorská kariéra celkově | Seniorská kariéra celkově | Seniorská kariéra celkově | 29 | 7 | 5 | 12 | 12 |